# Francisco Carvalho (ator)
Francisco Carvalho (Teresina, 15 de novembro de 1951), também conhecido como Chico Carvalho, é um ator brasileiro. É conhecido por seu trabalho em Salve Jorge (2012), História de Amor (1995) e Memorial de Maria Moura (1994).

## Trabalhos na TV
- 2019 - Verão 90 - Fernando
- 2018 - As Aventuras de Poliana  - Direitor Firmino
- 2017 - Carinha de Anjo - Rodrigo Antunes
- 2017 - O Outro Lado do Paraíso - Eliseu
- 2016 - Sol Nascente - Seu Joaquim
- 2016 - Velho Chico - Silvino
- 2014 - Conselho Tutelar - Edésio (1, 2 e 3 Temporadas)
- 2014 - Copa do Caos - Sérgio "Cearense" Lima
- 2012 - Salve Jorge - Seu Galdino
- 2012 - O Brado Retumbante - Bodelér Sampaio
- 2010 - Passione - Chicão
- 2009 - Caminho das Índias - Chico
- 2009 - Som & Fúria - Jorge
- 2008 - Dance Dance Dance - Lourival de Almeida
- 2007 - Amazônia, de Galvez a Chico Mendes - Moacir
- 2006 - Cidadão Brasileiro - Argemiro
- 2005 - Malhação - Sebastião (Mendigo)
- 2005 - Alma Gêmea - Zé Carreteiro (pai de José Aristides)
- 2004 - Começar de Novo - Raimundo Flamel
- 2003 - A Diarista - Vendedor de água
- 2003 - Chocolate com Pimenta - Horácio
- 2002 - Esperança - Marcos
- 2001 - Presença de Anita - Joel
- 2000 - Laços de Família - Getúlio
- 2000 - O Cravo e a Rosa - Adriano
- 1999 - Terra Nostra - Zé Bento
- 1998 - Torre de Babel - Assunção
- 1997 - Por Amor - Caveirinha
- 1996 - O Rei do Gado - Mauriti
- 1995 - História de Amor - Zé
- 1995 - Engraçadinha... Seus Amores e Seus Pecados - Wilson
- 1994 - Memorial de Maria Moura - Dom Agostinho de Miranda
- 1993 - Agosto - Raimundo
- 1992 - Pedra sobre Pedra - Super Téo
- 1991 - O Dono do Mundo - Jim Carroll
- 1990 - Mico Preto - Alexandre
- 1989 - O Salvador da Pátria - Tubarão
- 1987 - Mandala - Ted Lover
- 1987 - Sassaricando - Guilherme
- 1986 - Roda de Fogo - Capitão Antunes
- 1984 - Vereda Tropical - Dagoberto
- 1983 - Caso Verdade, História de Pescador - Jorge Tadeu

## No cinema
- 2018 - Exterminadores do Além Contra a Loira do Banheiro - Wagner
- 2011 - Desaparecidos - Pescador
- 2006 - Canta Maria - Zé Fernandes
- 2004 - Espelho d'Água - Uma Viagem no Rio São Francisco - Abel